# Ír mitológia
A kereszténység előtti Írország mitológiája csak részben érte meg a kereszténységre való áttérést követő időket, jelentős részét azonban – vallási jelentéseitől megfosztva – megőrizte a középkori ír irodalom és így a kelta mitológia legnagyobb terjedelemben és legérintetlenebbül fennmaradt ágát képezi.
Sok kézirat elveszett, a mítoszok egy részét valószínűleg le sem írták. A megmaradt anyag azonban jelentős terjedelmű és szétágazó. Benne négy egymást gyakran átfedő mítoszciklus különíthető el: az ún. mitológiai ciklus, az ulsteri ciklus, az ossziáni ciklus és az ír történelmi ciklus. Ezenkívül nagyszámú népmese maradt fenn (főként szájhagyomány útján), amelyek – bár szoros értelemben véve nem mitologikus jellegűek – az egyik vagy másik ciklusból ismert személyekről szólnak.

## A források
Az ír mitológia fő forrása három kézirat:
- A 11. század végén, vagy a 12. század elején keletkezett Lebor na hUidre, amelyet Királyi Ír Akadémia (angolul (Royal Irish Academy) könyvtárában őriznek.
- A kora 12. századi Leinsteri kódex, amely ma a dublini Trinity College-ban található.
- Az Oxfordi Egyetemen, a Bibliotheca Bodleianában őrzött B 502 jelű Rawlinson kézirat.

A kéziratokban megőrzött anyag maguknál a kéziratoknál régebbi. Nyelvészeti vizsgálatok szerint a prózai szövegek közül a legrégebbiek a 8. században, a verses szövegek közt pedig 6. századi eredetűek is vannak.
Egy másik forráscsoportba tartozik négy nyugat-írországi eredetű kézirat, amelyeket a 14. század végén, vagy a 15. század elején vetettek papírra:
- Lecan sárga könyve (The Yellow Book of Lecan), amely a Táin Bó Cúailnge első ismert változatát tartalmazza és amelyet a Trinity College-ban őriznek.
- Lecan nagy könyve (The Great Book of Lecan)
- Hy Many könyve (The Book of Hy Many)
- Ballymote könyve (The Book of Ballymote)

Az utóbbi hármat a Királyi Akadémia őrzi. Más 15. századi kéziratok, mint Fermoy könyve (The Book of Fermoy) szintén tartalmaznak értékes anyagot. Későbbi szinkretikus művek (mint Geoffrey Keating 1640 körül keletkezett ír történelme, a Foras Feasa ar Éirinn) azért érdekesek, mert összeállítóik és íróik még hozzáférhettek olyan korábbi művekhez, amelyek nem maradtak fenn.

### Forráskritikai vita
A forráskritika mindezen művekkel kapcsolatban fontos, hiszen tartalmukat keletkezési körülményeik alakították. A legtöbbjüket keresztény szerzetesek írták, akikben egymással küzdött az ír kultúra megőrzésének vágya és a pogány hitvilággal szembeni vallásos idegenkedés, ami például némely isten alakjának sajátos interpretációjához vezettek Euhémerosz mitológia-értelmezési gyakorlatához hasonlóan. A késői források ugyanakkor propagandisztikusak lehetnek abban az értelemben, hogy az írek megpróbáltak maguknak olyan történelmet kreálni, ami összemérhető a brit hódítók származásával, akik többek közt Geoffrey of Monmouth nézetei alapján Róma alapítóitól származtatták magukat. Létezett egy olyan törekvés is, hogy az ír leszármazásvonalakat a görög és a bibliai genealógia mintáihoz hasonlóvá alakítsák.
Valamikor egyeduralkodó volt az a nézet, hogy az ír irodalom az ókori európai keltákig visszanyúló szájhagyomány révén szinte tisztán őrizte meg az ősi tradícióanyagot. Kenneth Jackson „a vaskorra nyitott ablakként” írta le az ulsteri ciklust. Garret Olmsted párhuzamot vont a Táin Bó Cuailnge (az ulsteri ciklus központi mondája) és a Krisztus előtti korból származó gundestrupi üst jelképvilága közt. Ezeket a „nativista” nézeteket azonban megkérdőjelezték a későbbi „revizionista” tudósok, akik szerint a mítoszok jelentős része a keresztény időkben keletkezett, a latin kultúrán keresztül megismert klasszikus irodalom epikus költészetének szándékos másolásával. A revizionisták kimutatták, hogy a Táin Bó Cuailnge bizonyos részeiben megjelenik az Iliasz hatása, rámutattak, hogy már a leinsteri könyvben megtalálható az Aeneis egy korai ír adaptációja, illetve arra is, hogy a mítoszokban szereplő anyagi kultúra általában közelebb van a kéziratok keletkezésének kultúrájához, mint a távoli múltéhoz.
A vitákban az a konszenzus alakult ki, hogy a forrásanyag kritikával kezelendő.

## A mitológiai ciklus
A négy ciklus közül az írek eredetéről és korábbi isteneiről szóló mitológiai ciklus a leghiányosabban fennmaradt. Legfontosabb forrásai a Metrical Dindshenchas vagy Lore of Places ("Helyek bölcsessége") és a Lebor Gabála Érenn vagy Book of Invasions ("Hódítások könyve"). További kéziratok, amelyek a ciklushoz kötődő meséket őriztek meg: az Aengus álma, a Tochmarc Étaíne és a Cath Maige Tuireadh. A ciklushoz tartozik az egyik legismertebb ír monda, az Oidheadh Chlainne Lir ("Lir gyermekeinek tragikus története") is.
A Lebor Gabála Érenn Írország ál-történelme, amely Noéig vezeti vissza az írek felmenőit. Elbeszéli az Ír-sziget egymást követő elfoglalásait is, például a Tuatha Dé Danann nép által a gaelek, „Míl fiai” előtt. A Tuatha Dé Danann a fomorikkal küzdött meg a földért, akiknek királya a Gonosz Szemű Balor volt. Balort a második magh tuireadhi csatában Lug Lámfhota (Lámfada) (Hosszúkezű Lug) ölte meg a történet szerint. A gaelek érkeztével a Tuatha Dé Danann a föld alá húzódott és ők lettek a későbbi mítoszok és legendák tündér népe.
A Metrical Dindshenchas „névtani” mű, amely verses formában számol be az egyes jeles helyek nevét magyarázó legendákról. Fontos információkat nyújt a mitológia ciklus alakjairól és történeteiről, például a tailitiui csatáról, amelyben a Míl fiai nép legyőzte a Tuatha Dé Danannt.
Fontos, hogy a középkorban a Tuatha Dé Danannra nem mint istenekre tekintettek, hanem mint egy ősi ír aranykor alakváltó, varázslatokra képes lakóira. A szövegek, mint a Lebor Gabála Érenn és a Cath Maige Tuireadh a távoli múlt királyaiként és hőseiként beszélnek róluk és leírják halálukat is. A szövegekben és más kelta forrásokban azonban van rá bizonyíték, hogy valamikor isteneknek tekintették őket.
Miután a Tuatha Dé napja letűnt, egyes alakjai – mint Lugh, Morrígan fantomkirálynő, Aengus és Manannan – feltűnnek évszázadokkal későbbi történetekben is, ami valamikor vélt halhatatlanságukról tanúskodik. A leinsteri könyv, miután sokat felsorol a Tuatha Dé tagjai közül, így fejezi be: „bár (a szerző) felsorolja, de nem imádja őket”. Goibniu, Creidhne és Luchta úgy bukkannak fel, mint Trí Dée Dána („a mesterségek három istene”) és a Dagda nevét középkori szövegek úgy értelmezik: „a jó isten”. Nuada a brit Nodens isten megfelelője, Lugh a kelta Lugusé, Tuireann a gall Taranishoz kötődhet, Ogma Ogmioshoz és Badb Catuboduához.

### Más fontos Tuatha Dé Danann alakok
- Boann
- Banba
- Brigid
- Creidhne
- Danu
- Dian Cecht
- Donn
- Ériu
- Étain
- Fódla
- Macha
- Nechtan
- Sídhe
- Banshee (vagy Bean Sí)

## Az ulsteri ciklus

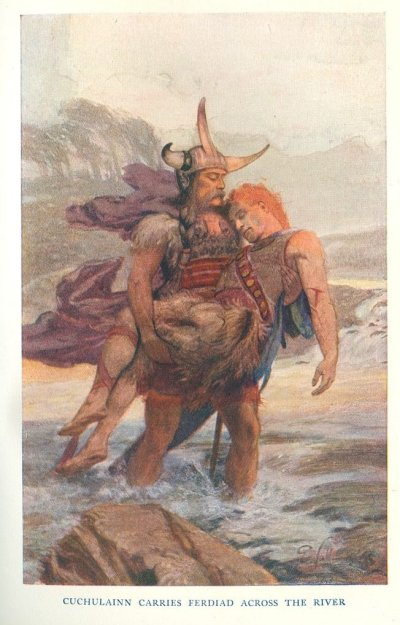
Cúchulainn ölben viszi át féltestvérét, Ferdiadot a folyón.

Ha a mitológiai ciklus Írország aranykoráról szól, az ulsteri az antik görög hőskort idézi. Az ulsteri ciklus történetei a keresztény korszak kezdete körüli időkben játszódnak és főleg Ulster és Connacht régiókhoz kötődnek. Egyik mondaköre Conchobar mac Nessa ulsteri király, a hős Cúchulainn, barátaik, szerelmeik és ellenségeik történeteit tartalmazza. Ők a sziget északkeleti részét benépesítő ulaid nép. A történetek az Emain macha-i királyi udvar (a mai Armagh közelében) környékén játszódnak. Az ulaidok szoros kapcsolatban álltak a skóciai ír telepekkel.
A történetek hőseik születéséről, ifjúkoráról, udvarlásáról és házasságáról, harcairól, lakomáiról és haláláról szólnak és olyan harcias társadalmat írnak le, amelyben a harc többnyire egyedi párviadalokból áll, a vagyont pedig a marhák számában és a faházak nagyságában mérik. Ezek a történetek jórészt prózában íródtak. Az ulsteri ciklus központi darabja a Táin Bó Cuailnge („A cooley-i marharablás”). A ciklus más fontos történetei: Aífe egyetlen fiának tragikus halála; Briccriu lakomája; A Da Derga ház elpusztítása; Uisnech fiainak száműzetése (vagy Deirdre tragédiája). Az utóbbit feldolgozta darabjaiban John Millington Synge, William Butler Yeats és Vincent Woods is.
Az ulsteri ciklus sok szállal kötődik a mitológiai ciklushoz. Felbukkan benne az utóbbi több alakja, durva realizmusához az ősi mágia elemei kapcsolódnak. Néhány karakterről, mint Medb és Cú Rií sejthető, hogy valamikor istenek lehettek, Cúchulainn emberfeletti tulajdonságokkal rendelkezik, de az alakok alapvetően halandók és adott időszakhoz és helyhez kötöttek.

## Az ossziáni ciklus
Mint az ulsteri, az ossziáni (vagy Fenián) ciklus is az ír hősök tetteiről szól. Az ossziáni ciklus történetei a 3. század körül játszódhatnak, Leinsterben és Munsterben. A többi ciklusnál erősebben kötődnek a skóciai írekhez és Skóciában is fennmaradtak ossziáni szövegek. Különböznek az ulsteri ciklustól abban is, hogy többnyire versben íródtak, stílusuk pedig közelebb áll a románcokhoz, mint az epikus hagyományhoz. A történetek Fionn mac Cumhaill és katonái, a Fianna tetteiről szólnak.
A ciklus fő forrása az Acallam na Senórach („A vének eszmecseréje”), amely 15. századi kéziratokban maradt fenn (Lismore könyvében és a Laud 610 kéziratban) és a 17. századi killiney-i (Dublin megye) kéziratban. Nyelvészeti bizonyítékok alapján a szöveg keletkezése a 12. századra tehető. A szöveg Caílte mac Rónáin és Oisín (Osszián), a Fianna utolsó még élő tagjai beszélgetését rögzíti Szent Patrik kal, mintegy 8000 sorban. A kéziratok azért lehetnek ilyen későiek, mert a szájhagyomány hosszú időszaka előzhette meg a történetek papírra vetését.
A történetekben a Fianna a Fionn vezette Báiscne és az ellenfele, Goll mac Morna vezette Morna klánra oszlik. Goll csatában megölte Fionn apját, Cumhalt és Fionnt titokban nevelték fel. Ifjúkorában megtanulta a harcművészetek, vadászat és a költészet minden fogását. Egy alkalommal megégette a hüvelykujját, amikor a Tudás Lazacát főzte és ez képessé tette arra, hogy a későbbiekben hüvelykjét megszopva vagy megharapva a bölcsesség vezesse döntéseit. Végül elfoglalta helyét, mint csapatai vezére és kalandjaikról számos legenda szól. A ciklushoz tartozik a leghíresebb ír mesék közül kettő: a Tóraigheacht Dhiarmada agus Ghráinne („Diarmuid és Gráinne üldözése”) és az Oisín i dTír na nÓg („Osszián Tír na nÓgban”). Diarmuid és Gráinne története – egyike a kevés prózában írt ossziáni regének – az Európában a középkorban nagyon népszerű Trisztán és Izolda történet egyik lehetséges forrása.
Az ossziáni ciklus hősei harcosok, akik vadászattal, küzdelemmel és a szellemek világában való kalandozással töltik az idejüket. A csapatba befogadott új tagoknak ismerniük kell a költészetet és egy sor fizikai próbán kell átesniük. A vallási elemek ennek a ciklusnak a történeteiből is hiányoznak.

### Macpherson
A ciklushoz kötődik a világirodalom egyik legnevezetesebb hamisítása: az 1760-as években James Macpherson skót költő több könyvben, nagy sikerrel adta ki Osszián állítólagos énekeit, a szövegeket azonban – mint már a kortárs Dr. Samuel Johnson is sejtette – ő maga is írta. Az ál-ossziáni versek ennek ellenére nagy hatást gyakoroltak a világirodalomra, így a magyar irodalomra is. Korai magyar fordítójuk Batsányi János volt.

## A történelmi ciklus
A középkori ír bárdok és udvari poéták feladatai közé tartozott, hogy megénekeljék annak a családnak a történetét, vagy annak a királynak a genealógiáját, amelyet szolgáltak. Ezt olyan költeményekben tették, amelyek változó arányokban vegyítették a mitológiai és történeti elemeket. Ezekből a történetekből származik az ír történelmi ciklus (amit akár ciklusoknak is lehetne nevezni, mivel a történetek több különálló csoportba rendeződnek).
A ciklusban szereplő királyok közül például Labraid Loingsech, aki állítólag Kr. e. 431-ben lett ír nagykirály, majdnem teljesen mitikus, Brian Boru (926 vagy 941 – 1014) viszont például történetileg is hiteles.
A ciklus legnagyobb becsben tartott darabja a legendás Suibhne királyról szóló Buile Suibhne, egy 12. századi, versben és prózában elbeszélt mese. Suibnét, Dál nAraidi királyát Syent Ronan megátkozta, ezért félig ember, félig madár teremtkényként kell élnie az erdőkben, menekülve az emberek társasága elől.

## Más mesék

### Utazások
Az utazások, vagy imramma olyan történetek csoportja, amelyek a kelta másvilágba tett látogatásokról szólnak. A leghíresebb ilyen történet, az Oisin i dTir na nÓg az ossziáni ciklushoz tartozik, de fennmaradt több más hasonló, önálló történet, mint a Conle kalandja, a Bran mac Ferbail utazása (Imram Brain) és a Lóegaire kalandja.

### Kalandok
A kalandok, vagy echtrae tengeri utakról és az ezek során látott csodákról szóló mesék. Ezekben tengerészek tapasztalatait szőhették össze a másvilág történeteinek elemeivel. A kéziratok hét ilyen történetet említenek, de csak három maradt fenn: a Mael Dúin utazása, az Uí Chorra utazása és a Snedgus és Mac Riagla utazása. A Mael Dúin utazása a későbbi Szent Brendan utazása történet előfutára.

### Népmesék
A 20. század elején Herminie T. Kavanagh számos ír népmesét jegyzett le, és ki is adta őket folyóiratokban, illetve két könyvben (Darby O'Gill és a jóemberek és a Régi vágyak hamvai). Huszonhat évvel halála után történeteiből készült a Darby O'Gill és az apró nép című Disney film. Kavanaghen kivül Lady Gregory, a jónevű drámaíró is gyűjtött népmeséket.

## Külső hivatkozások
Angol nyelvű hivatkozások:
- Department of Irish Folklore, Dublin. Includes the National Folklore Archives
- The Celtic Literature Collection – over one hundred ancient texts available to download free
- Winifred Faraday's version of the Tain
- Joseph Dunn's version of the Tain
- Another source for Joseph Dunn's version of the Tain
- Cecile O'Rahilly's version of the Tain
- A modern version of the Tain by Patrick Brown
- Gods and Fighting Men
- Buile Shuibhne
- Acallamh na Senórach
- Deirdre of the Sorrows
- Pretanic World – Pantheons

Magyar nyelvű hivatkozások:
- Szent állatok a kelta mitológiában
- James MacKillop: Kelta mítoszok és legendák. General Press Kiadó, Bp., 2006. ISBN 963-9598-83-6